# Prostaglandina D2
La prostaglandina D2 è una prostaglandina prodotta dai mastociti. Nei mammiferi, grandi quantità di PGD 2 sono state rilevate solo nel cervello e nei mastociti. È cruciale nello sviluppo di patologie su base allergica, come l'asma.
Studi condotti nel 1989 hanno evidenziato che il PGD 2 è il mediatore primario della vasodilatazione conseguente ad ingestione di acido nicotinico (il cosiddetto "flush da niacina").
Uno studio del 2012 ha individuato una correlazione causale tra livelli localizzati elevati di PGD2 e crescita dei peli inibita. A seguito di applicazione topica, è stato osservato che PGD2 impedisce la crescita di peli e che i topi geneticamente predisposti a produrne livelli più elevati avevano inibito la crescita dei peli. Inoltre è stato anche osservato che i livelli di PGD2 erano molto più alti nel cuoio capelluto calvo rispetto a quello non calvo, a causa di elevati livelli di PGD2 sintasi. Ciò suggerisce che l'inibizione della crescita dei capelli comporta il legame del PGD2 a un recettore DP2, il quale quindi potrebbe essere un possibile bersaglio terapeutico per l'alopecia androgenetica, sia negli uomini che nelle donne.

## Produzione
- La sintesi intracellulare avviene attraverso la cascata dell'acido arachidonico, con la conversione della PGH2 effettuata dalla PGD2 sintasi.
- Nel cervello viene prodotta attraverso una via alternativa, dalla Prostaglandina D sintasi Lipocalin-Type, enzima solubile che viene poi secreto nel liquido cerebrospinale come proteina β-trace.[4]

## Effetti
- Promuove la broncocostrizione e la vasocostrizione durante l'infiammazione. La sua concentrazione nei pazienti asmatici è 10 volte superiore rispetto ai pazienti di controllo, soprattutto dopo il contatto con allergeni, inquinamento atmosferico, fumo passivo e fumo.
- È coinvolta nella riduzione della temperatura corporea durante il sonno, agendo in modo opposto alla PGE2.[5]
- Livelli elevati di PGD2  e PGD2 sintasi nei follicoli piliferi del cuoio capelluto possono essere parzialmente responsabili della calvizie maschile.[2]
- Svolge un ruolo anche nello sviluppo sessuale maschile. Forma un ciclo feedforward con Sox9, che viene attivato dall'SRY del cromosoma Y. Aiuta a mantenere i livelli di SOX9 sufficientemente alti da attivare altri geni, come Fgf9 e Sf1, necessari per lo sviluppo del sistema riproduttivo maschile.[6]
- Svolge un ruolo nella chemiotassi dei neutrofili.
- Il sistema PGD2-adenosina favorisce il sonno.[7][8][9]

## Inibitori
Simulazioni in silico hanno previsto come potenziali inibitori della PGD2 sintasi:
- Verbascoside
- Amentoflavone
- Acido ricinoleico
- Rutina
- Hinokiflavone

La vitamina K e la vitamina D3 sono inibitori naturali della sintesi delle prostaglandine.